# Kong Haakons Kroning i Trondhjem
Kong Haakons Kroning i Trondhjem je dánský němý film z roku 1906. Režiséry jsou Axel Sørensen (1885–1969) a Ole Olsen (1863–1943).

## Děj
Film zachycuje korunovaci Haakona VII. v Trondheimu.